# Читтанова

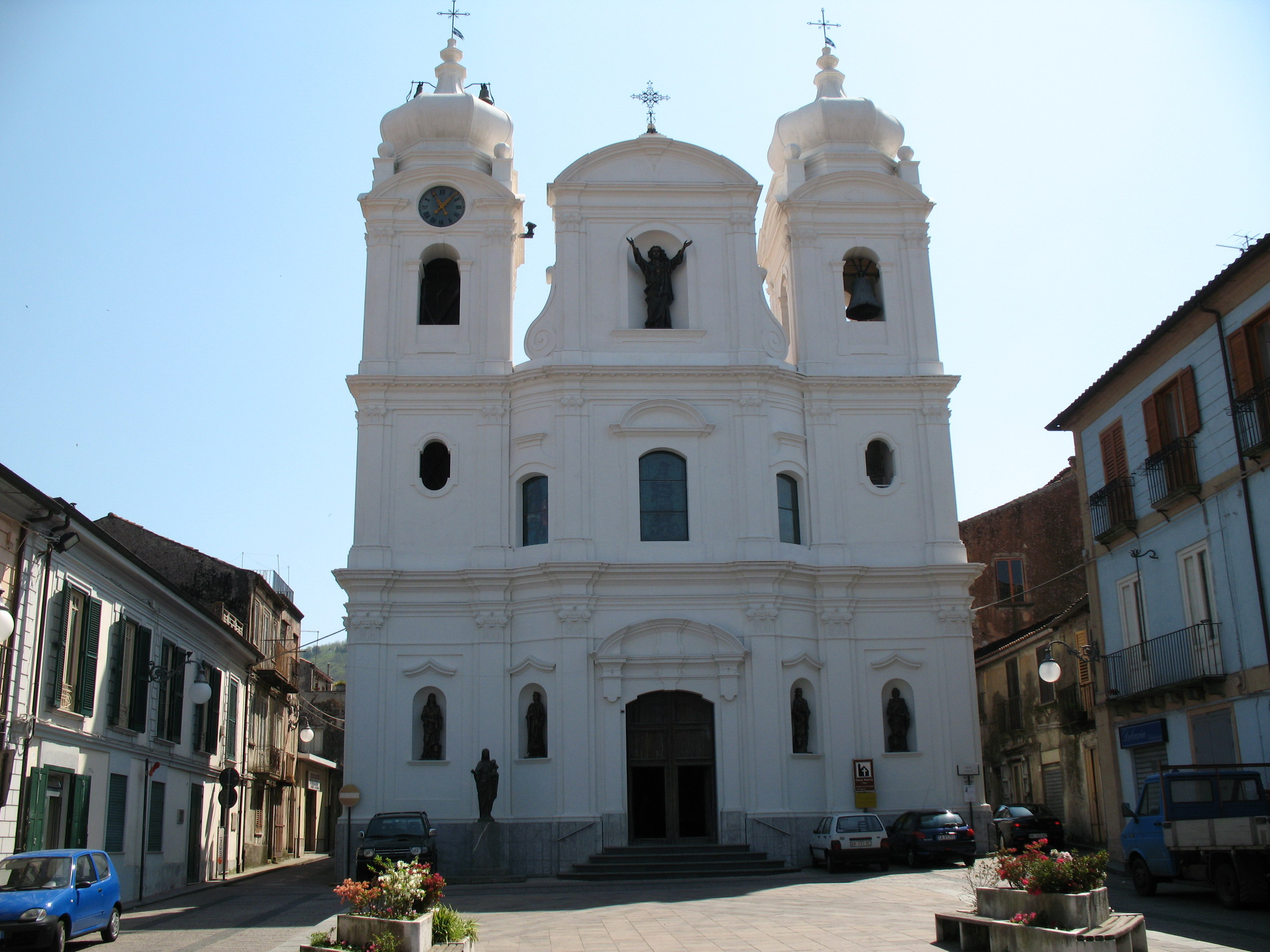
Фасад городского собора бл. Иеронима (Chiesa Matrice)

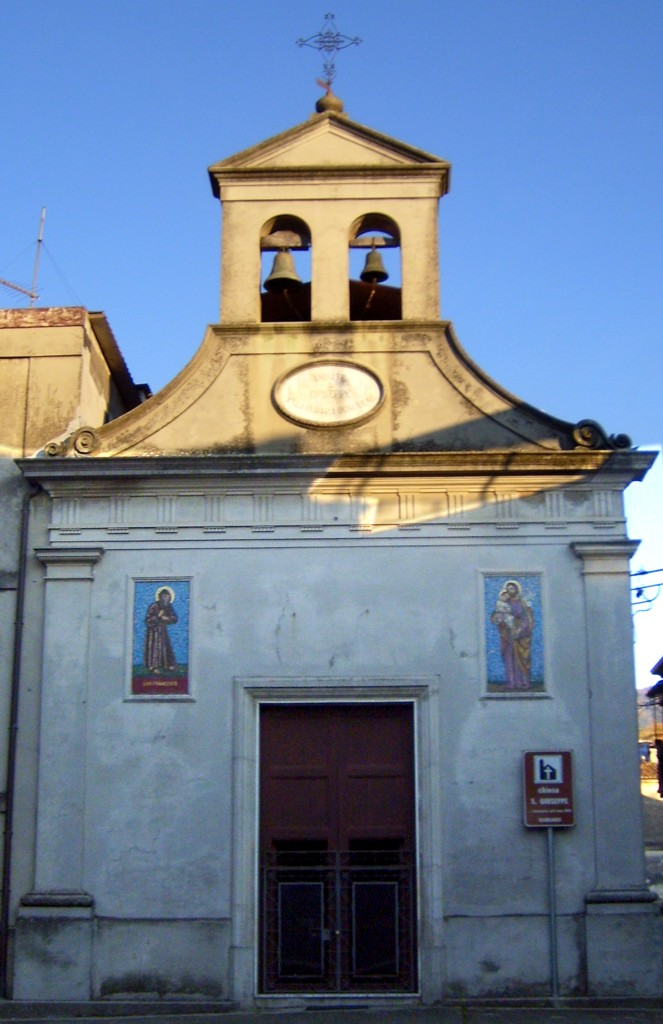
Храм святого Иосифа Обручника

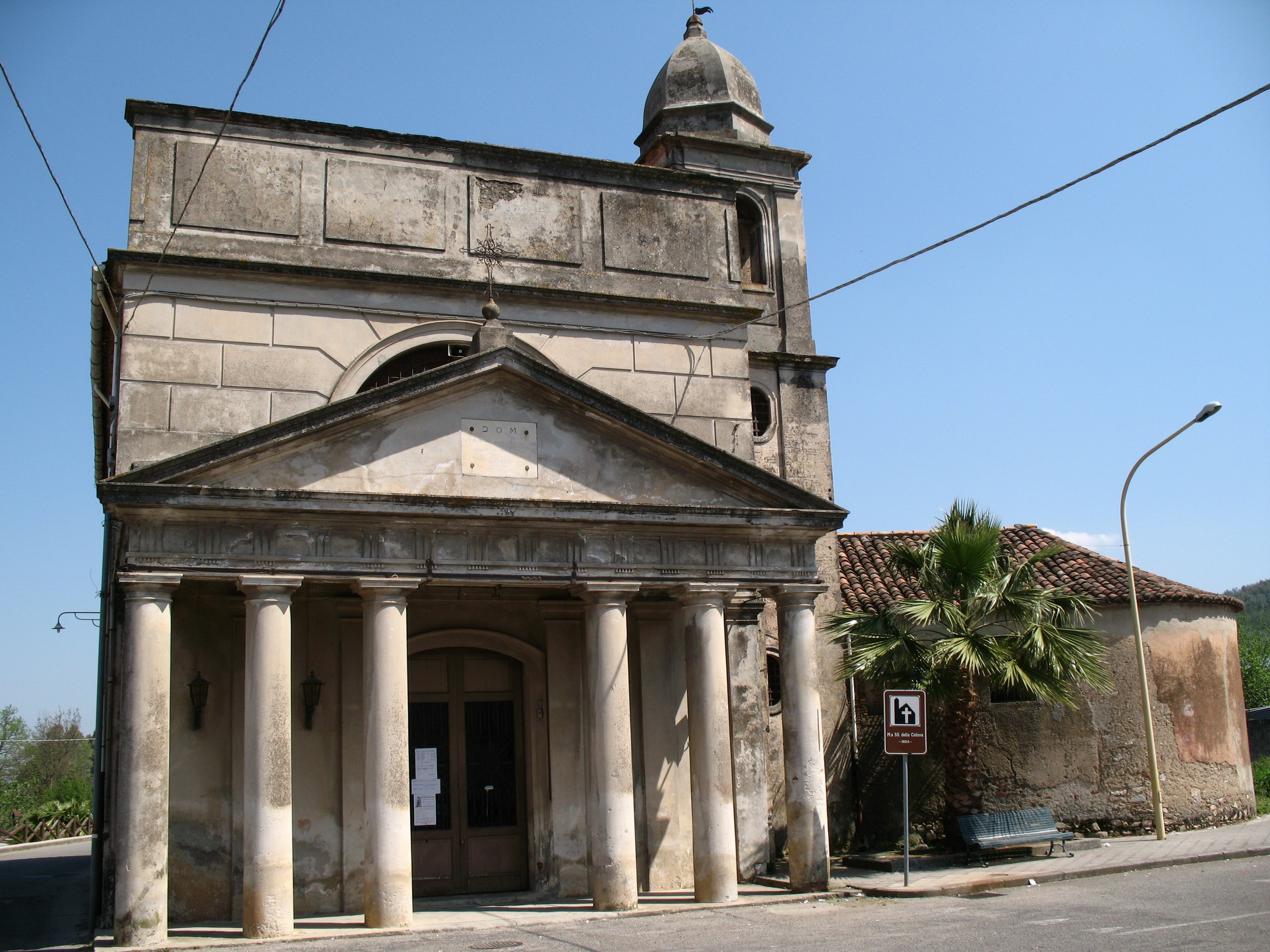
Храм Пресвятой Богородицы (Madonna della Catena)

Читтанова (итал. Cittanova) — город в Италии, располагается в регионе Калабрия, подчиняется административному центру Реджо-Калабрия (провинция).
Население составляет 10 640 человек (на 2004 год), плотность населения составляет 171 чел./км². Занимает площадь 61 км². Почтовый индекс — 89022. Телефонный код — 0966.
Покровителем коммуны почитается блаженный Иероним Стридонский. Праздник ежегодно празднуется 30 сентября.

## Города-побратимы
- Ивангород, Россия
- Кальтаниссетта, Италия